# Arxiu Comarcal del Baix Camp
L'Arxiu Comarcal del Baix Camp (ACBC), fins al 2004 anomenat Arxiu Històric Comarcal de Reus (ACR), és la institució arxivística dins del Sistema d'Arxius de Catalunya encarregada de vetllar per l'ingrés, custòdia i difusió de tota aquella documentació històrica produïda per persones, entitats o institucions, tant públiques com privades, vinculades a la comarca del Baix Camp segons queda definit a la Llei 10/2001 d'arxius i documents.
L'Arxiu Comarcal del Baix Camp va ésser creat per mitjà d'un conveni formalitzat entre el Departament de Cultura de la Generalitat de Catalunya i l'Ajuntament de Reus el dia 28 de setembre de 1982.
El dia 11 de juny de 2010 s'inauguren les noves instal·lacions de l'Arxiu Comarcal del Baix Camp compartides amb l'Arxiu Municipal de Reus.

## Història
En el procés d'assoliment de competències transferides a la Generalitat de Catalunya en base l'Estatut d'Autonomia de Catalunya de 1979 s'inicia l'any 1981 el procés de creació de la Xarxa d'Arxius Comarcals de Catalunya a través de l'establiment de convenis entre el Departament de Cultura de la Generalitat de Catalunya i els ajuntaments capitals de comarca.
Durant el 1982 s'inicien les converses entre el Departament de Cultura de la Generalitat de Catalunya i l'Ajuntament de Reus que finalitzen amb la signatura del conveni el 28 de desembre de 1982 i la creació de l'Arxiu Històric Comarcal de Reus. En un primer moment, l'arxiu comarcal s'instal·la a l'Arxiu-Museu Prim Rull, un edifici modernista projectat per l'arquitecte Lluís Domènech i Montaner. Aquesta primera seu presenta serioses limitacions d'espai i s'han d'habilitar altres instal·lacions al mateix Ajuntament de Reus i a les dependències del Banc d'Espanya a Reus.
Paral·lelament s'inicia el procés de construcció d'unes noves instal·lacions. L'octubre de 1986 pren possessió del càrrec de director de l'arxiu en Sabí Peris Serradell i el 16 de desembre de 1986 s'inauguren les noves instal·lacions a l'antic a l'Edifici del Cambrer. Les noves instal·lacions no poden acollir tota la documentació i s'habiliten altres dependències que actuen com a dipòsits a: la plaça del Castell, l'ex-convent de la Providència i les Brigades Municipals de Reus. Els problemes d'espai esdevenen una qüestió endèmica.
L'any 1990 la gestió de l'arxiu comarcal es delega al Consell Comarcal del Baix Camp.
Dins del Pla d'Infraestructures de la Xarxa d'Arxius Comarcals de Catalunya (2004-2011) es duu a terme la projecció i construcció d'un edifici de nova planta compartit amb l'Arxiu Municipal de Reus.
A la darreria de l'any 2011 es treballa en la confecció del conveni institucional que reguli la gestió compartida de l'edifici i les dues institucions arxivístiques a través de les administracions implicades: Ajuntament de Reus, Consell Comarcal de Baix Camp i Generalitat de Catalunya.

## Edifici
Les noves instal·lacions situades a l'antic solar de Can Xap, al carrer Sant Antoni Maria Claret de Reus, han estat projectades pels arquitectes Núria Oliveras i Jordi Oliveras i compten amb el reconeixement derivat del primer premi de la VII edició dels Premis AJAC (Agrupació de Joves Arquitectes de Catalunya).
L'equipament consta de planta baixa i tres plantes. Aproximadament disposa de 1900 m2 útils i els seus dipòsits poden tenir instal·lats aproximadament 16000 metres lineals de documentació.
A la planta baixa es concentren la majoria de serveis i activitats tècniques. En aquesta planta hi ha: el vestíbul, els serveis d'atenció a l'usuari i sala de consulta, una sala polivalent (destinada a actes de difusió), les sales de direcció i treball tècnic, una sala de reunions, entrada del moll de càrrega i descàrrega amb un dipòsit de pre-arxivatge i una sala de primers tractaments.
La resta de l'edifici és ocupat per 13 dipòsits d'arxiu. La configuració és de 4 dipòsits per planta més 1 dipòsit de suports especials (materials audiovisuals) situat a la primera planta. L'edifici modern i compacte, s'ajusta a la normativa i estàndards definits pel Departament de Cultura i pot ésser ampliat en una planta més.

## Fons

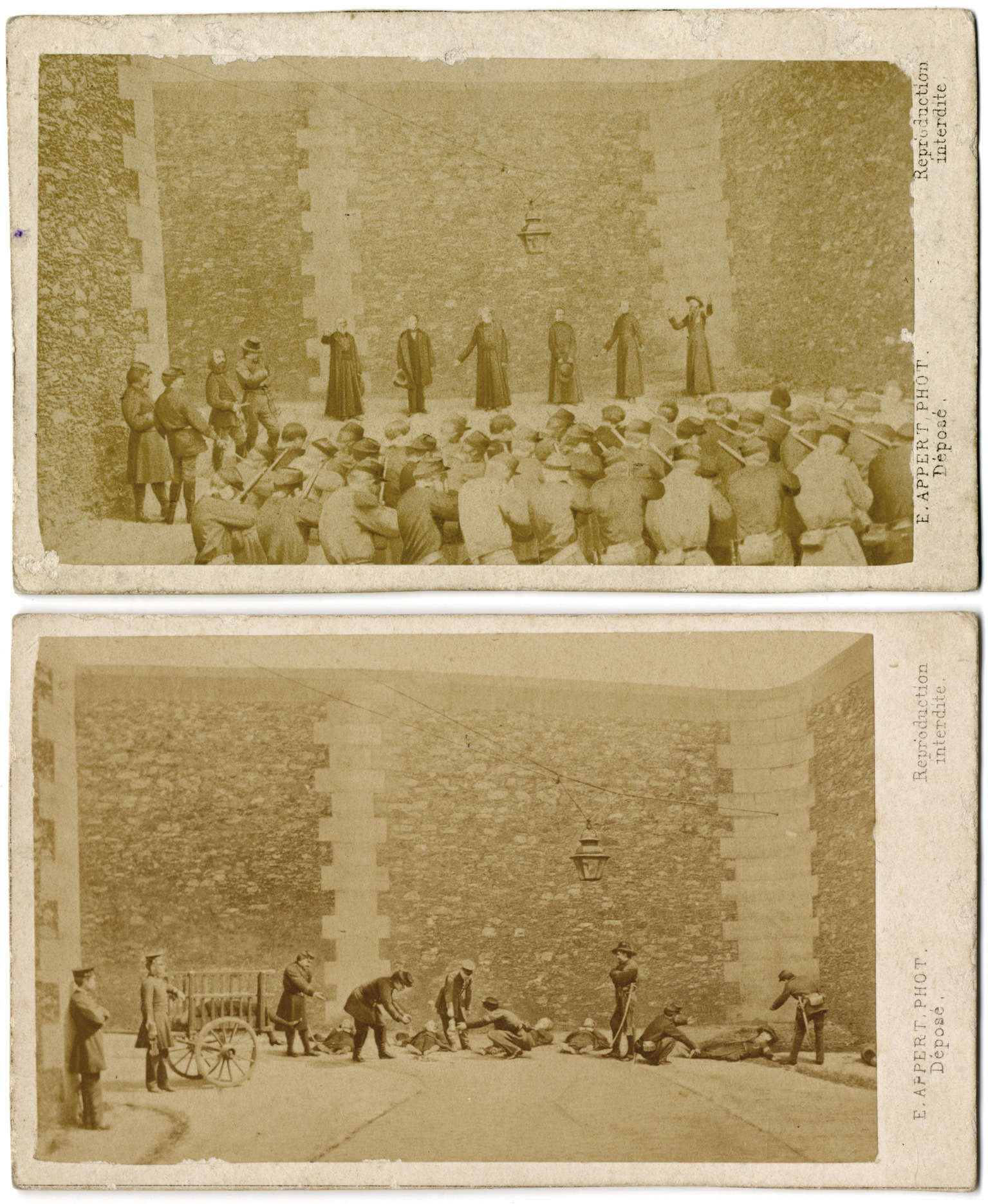
Fotos d'Ernest-Eugène Appert

Els fons que custòdia l'Arxiu Comarcal del Baix Camp es caracteritzen per estar formats per documentació històrica segons el cicle de vida dels documents d'arxiu. Al vegada, tal com preveu la Llei 10/2001 d'arxius i documents també actua com arxiu intermedi per tal d'acollir documentació semi-activa generada per diversos àmbits de l'administració pública.
L'Arxiu Comarcal del Baix Camp té custòdia de bona part de la documentació històrica del Fons de l'Ajuntament de Reus, mentre que la resta del fons és custodiada pel mateix Arxiu Municipal de Reus. A 31 de desembre de 2009 s'hi custodien 2.275 metres lineals de documentació els quals formen part del següent quadre de fons:
- Fons de la Generalitat de Catalunya
  - Departament d'Agricultura, Ramaderia i Pesca. Agricultura Reus, s. XX
  - Departament d'Agricultura, Ramaderia i Pesca. Servei d'Extensió Agrària de Falset, 1966-1982
  - Departament d'Interior. Parc de Bombers de Reus, 1974-1995
  - Departament de Política Territorial i Obres Públiques. Servei Territorial de Carreteres de Tarragona, 1864-1997
- Fons de l'Administració local
  - Ajuntament de Reus, 1059-1996
  - Ajuntament d'Almoster, 1844-2005
  - Ajuntament de Capafonts, 1851-2004
- Fons de l'Administració reial i senyorial
  - Batllia de Reus, 1207-1873
  - Batllia de Mascalbó, 1513-1832
- Fons notarials
  - Districte de Reus, 1297-1986
  - Forans, 1471-1740
- Fons judicials
  - Audiència Criminal de Reus, 1883-1893
  - Jutjat de Primera d'Instrucció núm. 1 de Reus, 1948-1979
  - Jutjat de Primera d'Instrucció núm. 2 de Reus, 1969-1979
  - Jutjat de Primera de 1a Instància núm. 4 de Reus, 1949-1989
  - Jutjat de Primera 1a Instància núm. 5 de Reus, 1984-1990
  - Registre Civil de Reus, 1950-1973
- Fons registrals
  - Col·legi de Corredors de Comerç de Reus, 1921-1987
- Fons d'institucions
  - Cambres agràries locals del Baix Camp, 1940-1994
  - Laboratori Provincial Pecuari de Reus, 1932-1980
- Fons religiosos
  - Comunitat de Preveres de Reus, 1297-1935
  - Reial Congregació de la Puríssima Sang de N.S. Jesuscrist de Reus, 1604-1950
  - Parròquia de Vallfogona de Riucorb, 1346-1868
- Fons d'associacions i fundacions
  - Associació Excursionista de Reus, s. XX
  - Centre d'Estudis Comarcal Josep Iglésies de Reus, 1982-2003
  - Esquerra Republicana de Catalunya de Reus, 1985-1996
  - Germandat de Sant Isidre i Santa Llúcia, 1694-1990
  - Gremi de Blanquers i Assaonadors de Reus, 1472-1900
  - Gremi dels Pagesos de Reus, 1706-1961
  - Òmnium Cultural de Reus, s. XX
  - Protecció Mercantil, L'Associació Mútua de dependents de Comerç de Teixits de Reus, 1904-1953
  - Reial Congregació d'Argenters de Reus, 1656-1915
  - Societat "El Olimpo", 1869-1935
  - Unió de Dones de Reus i Comarca, 1984-1989
- Fons comercials i d'empreses
  - Sunyer i Cia. De Reus (família Caixés), 1682-1888
  - Jean Laconne & Cia, 1790-1808
  - Francesc Corder i Marsal, adroguer de Reus, 1823-1847
  - Empresa d'olis i fruits secs Casa Sabater, 1855-1981
  - Banc de Reus, 1862-1945
  - Casa Comercial Lluís Quer, 1889-1932
  - Francesc Pijoan, 1919/1946
  - Empresa d'Antoni Padrell i Fortuny, 1927-1963
  - Gestoria Joan Prats, 1931-1977
  - Teatre Fortuny, 1942-1979
  - Comitè Permanent de Fires i Mercats de Reus, 1949-1951
  - Arts Gràfiques Rabassa, 1950-2005
  - Casa Corder, s. XIX-XX
  - Arquitecte Francesc de Paula Adell Ferré, s. XX
  - Cafès Macaya, s. XX
  - Empresa de Ramon Mestre Serres, s. XX
  - Advocat Navarro, s. XX
  - Banca Vilella, s. XX
- Fons patrimonials
  - Cal Peyrí de Vilanova d'Escornalbou, 1397-1856
  - Família Homdedéu de Riudecanyes, 1573-1872
  - Mas d'En Lluc d'Albarca, 1595-1947
  - Família Borràs de Reus, 1780-1851
- Fons personals
  - Família Batlle de Reus (Marià Batlle, militar, 1880-1923; Carme de Balle - Ignasi Batlle, hisendats, -1900-1930; Antoni Batlle, arquitecte, 1931-1960), 1880-1960
  - Carles Giró, s. XX
  - Josep Guix Lladó (músic-compositor), s. XX
  - Lluís Òdena, 1814-1945
  - Fructuós Piqué Salvat (músic-compositor), 1899-1958
  - Antoni Pedrol Rius, 1689-1904
  - Fèlix Ruiz de Fortuny, 1750-1862
  - Francesc Tous Aulès (músic-compositor), s. XX
- Col·leccions
  - Col·lecció de documents en pergamíns, s. X-XVIII
  - Col·lecció de manuscrits, s. XVIII-XX
  - Col·lecció de fotografies, s. XX
  - Col·lecció de cartells, s. XIX-XX
  - Col·lecció de mapes i plànols, s. XVIII-XX
  - Col·lecció de goigs Enric Prat, s. XVIII-XX
  - Col·lecció de goigs i estampes, s. XX
  - Col·lecció de documents sonors, s. XX
  - Col·lecció de microfilms, 1606-1827

## Instruments de descripció
L'Arxiu Comarcal de Baix Camp no compta amb un únic instrument de descripció per a tots els fons i al mateix nivell de detall. La consulta a la documentació es duu a terme per mitjà de: catàlegs i inventaris impresos; o bé, a través del cercador: Arxius en línia. El fons documental més significatiu i treballat és el Fons de l'Ajuntament de Reus, si bé cal destacar els fons Notarials els quals es troben en un procés de digitalització.

## Serveis
La majoria de serveis de l'Arxiu Comarcal del Baix Camp estan compartits amb l'Arxiu Municipal de Reus, especialment aquells referits a les activitats d'atenció a l'usuari i activitats de difusió.
Els serveis oferts directament als usuaris són: servei de biblioteca i hemeroteca, servei consulta, servei de documentació, servei didàctic i servei de reprografia. A la vegada, es duen a terme activitats de divulgació.
L'accés a la documentació és lliure, prèvia identificació de l'usuari (amb el DNI), a excepció de la documentació sense inventariar i d'aquella que tingui caràcter reservat. Per consultar la documentació en fase semi-activa de l'administració caldrà una autorització del titular del fons.